# Messier 92
Messier 92 = NGC 6341 ist ein 6,3 mag heller Kugelsternhaufen mit einer Flächenausdehnung von 14,0′ im Sternbild Herkules am Nordsternhimmel. Die Entfernung von Messier 92 beträgt etwa 29.000 Lichtjahre, seine Masse wird auf etwa 290.000 Sonnenmassen geschätzt. Die sehr geringe Metallhäufigkeit von nur 0,6 % der solaren Elementhäufigkeit lässt auf ein sehr hohes Alter dieses Kugelsternhaufens schließen. Tatsächlich ergeben Messungen mit Hilfe von Farben-Helligkeits-Diagrammen ein Alter von 13,8 ± 0.75 Milliarden Jahren. Er gehört damit zu den ältesten bekannten Kugelsternhaufen.

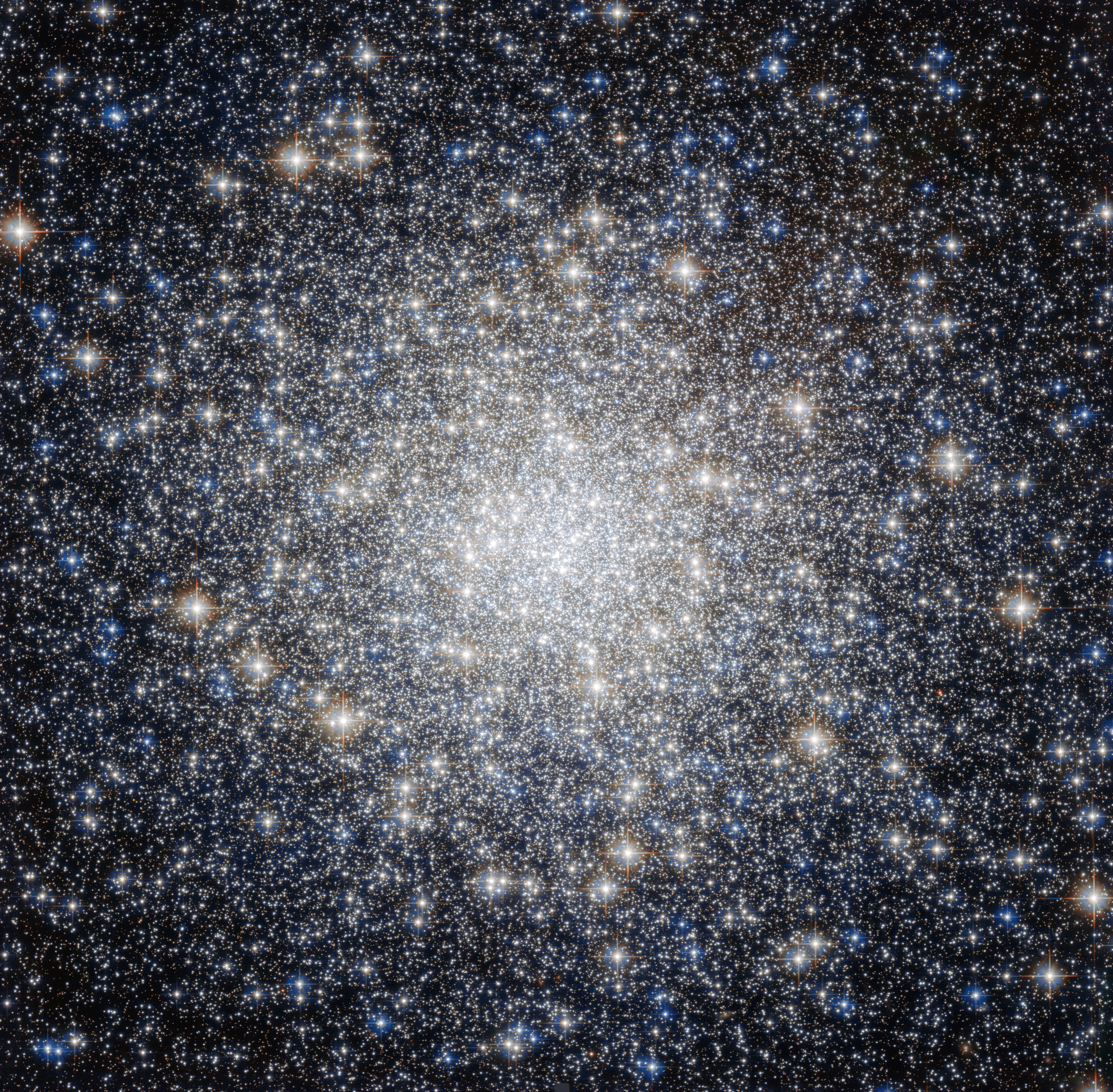
Zentrum des Kugelsternhaufens Messier 92, aufgenommen mit dem Hubble-Weltraumteleskop

Wegen seiner großen Helligkeit und der weit nördlichen Lage am Himmel ist M92 in Mitteleuropa schon im Feldstecher sichtbar. In kleinen Teleskopen (Vier- bis Achtzöller) lässt sich der Haufenrand in Einzelsterne auflösen, sofern die freiäugige Grenzhelligkeit mindestens 4 mag beträgt – also auch am aufgehellten Stadthimmel.
Man findet M92 genau 6,3° nördlich des Sterns π Herculis. Er ist fast so hell wie der bekanntere, 8° entfernte Herkuleshaufen M13, erscheint aber deutlich kompakter.
Das Objekt wurde am 27. Dezember 1777 von Johann Elert Bode und 1781 (unabhängig von Bode) von Charles Messier entdeckt.

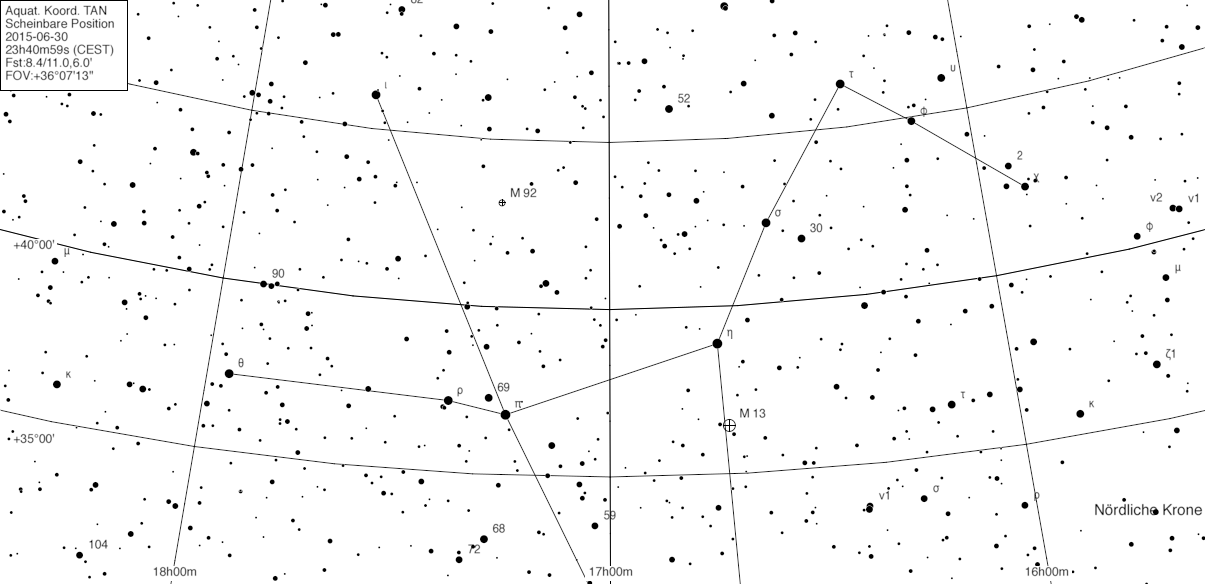
Die Lage von M92 (Karte erstellt mit Cartes du Ciel)